# Mihai Cioc
Mihai Cioc (né le 14 juin 1961) est un judoka roumain. Il participe aux Jeux olympiques d'été de 1984 dans l'épreuve des toutes catégories. Il y remporte la médaille de bronze.

## Palmarès

### Jeux olympiques
- Jeux olympiques de 1984 à Los Angeles,  États-Unis
  -  Médaille de bronze